# Gaubahn (Rheinhessen)
Die Gaubahn war ein Eisenbahnprojekt an der Wende vom 19. zum 20. Jahrhundert in Rheinhessen, von dem aber lediglich Teilstücke errichtet wurden und in Betrieb gingen.

## Planung
Beabsichtigt war, zwischen den bestehenden Bahnstrecken Mainz–Mannheim und Worms–Bingen von Worms aus eine dritte Strecke nach Norden zu führen, die über Westhofen, Gau-Odernheim und Nieder-Olm bis nach in Ingelheim führen und dort auf die Linke Rheinstrecke treffen sollte. Das Projekt wurde als „Gaubahn“ bezeichnet. Zweck der Strecke war auch, die Infrastruktur in Rheinhessen und die Stadt Worms zu stärken und der Abwanderung von Menschen und Waren in das Rhein-Main-Gebiet entgegenzutreten.
Die Trassenführung war im Einzelnen allerdings sehr umstritten. Einige rheinhessische Gemeinden, die nicht berücksichtigt waren, aber ebenfalls einen Eisenbahnanschluss wollten, fühlten sich benachteiligt. Dies betraf Gemeinden unmittelbar nördlich von Worms, von denen die meisten heute Wormser Stadtteile sind. Osthofen fürchtete, dass durch eine Streckenführung über Westhofen Verkehr an Osthofen vorbei geleitet werde und die Bahnstrecke Osthofen–Westhofen (in Betrieb seit 1888) in ihrer Bedeutung für den Verkehr gemindert werde.

## Ausführung

### Bahnstrecke Gau Odernheim–Osthofen
Während die Regierung des Großherzogtums Hessen-Darmstadt das Projekt unterstützte, sprachen sich dessen Landstände (Landtag) für die billigere Lösung einer Streckenführung über Osthofen aus. Dies führte zum Bau der Bahnstrecke Gau Odernheim–Osthofen durch die Hessische Ludwigsbahn. Die Strecke ging am 27. Mai 1897 in Betrieb – nun schon in der Regie der Preußisch-Hessischen Eisenbahngemeinschaft.  Zwischen Monzernheim und Gau Odernheim entsprach die Trasse der des Projektes „Gaubahn“.

### Bahnstrecke Worms–Gundheim
Die Bahnstrecke Worms–Gundheim wurde von der der Preußisch-Hessischen Eisenbahngemeinschaft errichtet und ging als südlichster Abschnitt des Projekts am 1. Oktober 1903 in Betrieb. Statt von Abenheim nordwestlich nach Westhofen wurde die Bahn aber westlich nach Gundheim geführt. Die Trassenführung beruhte auch auf dem großen Einfluss des Wormser Industriellen und damaligen Herrnsheimer Landtagsabgeordneten Cornelius Wilhelm von Heyl zu Herrnsheim, dem ein großer Teil des Dorfes Herrnsheim gehörte und das Schloss Herrnsheim als Sommerresidenz diente.

### Selztalbahn
Auch der nördliche Abschnitt des Gaubahn-Projekts wurde verwirklicht. Die Süddeutsche Eisenbahn-Gesellschaft nahm am 23. Oktober 1904 die Bahnstrecke Ingelheim–Jugenheim-Partenheim (Selztalbahn) in Betrieb.

## Fazit
Die so entstandenen Teilstrecken bildeten  Stichbahnen, die an Hauptstrecken anschlossen, untereinander aber keine Verbindung aufwiesen. Diese Fragmente erwiesen sich als nicht in ausreichendem Maße wirtschaftlich, um das große „Eisenbahnsterben“ in den 1950er und 1960er Jahren zu überstehen. Sie wurden in diesem Zeitraum alle stillgelegt.